# Nadia Dajani
Pour les articles homonymes, voir Dajani.
Nadia Dajani, née le 26 décembre 1965 à Los Angeles (Californie), est une actrice américaine. Elle anime la série web de comédie de baseball Caught Off Base with Nadia.

## Biographie
Nadia Dajani est née à Los Angeles, en Californie. Elle est la cadette d'une fratrie de quatre enfants et a grandi à Greenwich Village, quartier de Manhattan à New York. Elle est d'origine irlandaise et palestinienne.

## Filmographie

### Cinéma
| Année | Titre                        | Rôle                  |
| ----- | ---------------------------- | --------------------- |
| 1996  | Flirter avec les embrouilles | Jill                  |
| 1996  | Breathing Room               | Claire                |
| 1997  | Tupperware Party             | Becca                 |
| 1997  | Dinner and Driving           | Samantha              |
| 1999  | Seven Girlfriends            | Naomi                 |
| 2000  | Happy Accidents              | Gretchen              |
| 2001  | Rencontres à Manhattan       | Hilary                |
| 2002  | Balkanization                | Nadia Harding         |
| 2002  | You Stupid Man               | Jasmine               |
| 2003  | This Is Not a Film           | Nadia / Grace / Patty |
| 2003  | Hôtesse à tout prix          | Paige                 |
| 2005  | Game 6                       | Renee Simons          |
| 2005  | Alchemy                      | Jane                  |
| 2008  | Gone to the Dogs             | Bianca                |
| 2009  | Bob Funk                     | Jean                  |
| 2010  | A Little Help                | Angela Behar          |
| 2011  | L'Amour à la une             | Julie Oliver          |
| 2011  | Stuck Between Stations       | Sheila                |
| 2014  | Take Care                    | Fallon                |
| 2014  | The Opposite Sex             | Nancy                 |
| 2020  | On the Rocks                 | Kelly                 |

### Télévision
| Year      | Title                                           | Role                |
| --------- | ----------------------------------------------- | ------------------- |
| 1990      | CBS Schoolbreak Special                         | Nancy               |
| 1991      | A Woman Named Jackie                            | Christina Onassis   |
| 1995–97   | Ned & Stacey                                    | Amanda Moyer        |
| 1997      | Dellaventura                                    | Marybeth Fallon     |
| 1998      | That's Life                                     | Catherine           |
| 1998      | Conrad Bloom                                    | N/A                 |
| 1999      | Un gars du Queens                               | Sophia              |
| 1999      | Sports Night                                    | Tina Lake           |
| 1999      | Père malgré tout                                | Emily               |
| 2000      | À la Maison-Blanche                             | Lilli Mays          |
| 2000      | The King of Queens                              | Lisa                |
| 2000      | Welcome to New York                             | Cathy               |
| 2002      | Sex and the City                                | Nina Katz           |
| 2002      | MDs                                             | N/A                 |
| 2006      | Emily's Reasons Why Not                         | Reilly Harvey       |
| 2006      | New York, police judiciaire                     | Ellie Harper        |
| 2007      | Larry et son nombril                            | Paula               |
| 2009–10   | Delocated                                       | Susan               |
| 2009      | Sherri                                          | Tonya               |
| 2009–10   | Ugly Betty                                      | Denise Ludwig       |
| 2010–11   | The Big C                                       | Tina                |
| 2011      | Body of Proof                                   | Lauren Matthews     |
| 2011      | La Diva du divan                                | Margo Ciccero       |
| 2012      | The Good Wife                                   | Sara Gardner        |
| 2012      | Delocated                                       | Mom                 |
| 2012      | Suits : Avocats sur mesure                      | Elaine Cohen        |
| 2013      | The Carrie Diaries                              | Deb                 |
| 2013      | New York, unité spéciale (saison 15, épisode 4) | Officier Ryan Quinn |
| 2014–2016 | Elementary                                      | Dr. Grannis         |
| 2015      | 2 Broke Girls                                   | Marie Prower        |
| 2015      | Younger                                         | Megyn Vernoff       |
| 2016      | Odd Mom Out                                     | Amy                 |
| 2016–2019 | Jon Glaser Loves Gear                           | Dr. Ellen Trammell  |
| 2017      | Girlfriends' Guide to Divorce                   | Linda               |
| 2018      | Bull                                            | Thalia Macera       |